# Humboldts saffierkolibrie
Humboldts saffierkolibrie (Chrysuronia humboldtii synoniem: Hylocharis humboldtii) is een vogel uit de familie Trochilidae (kolibries). De vogel is genoemd naar de Pruisische ontdekkingsreiziger Alexander von Humboldt.

## Verspreiding en leefgebied
Deze soort komt voor van zuidoostelijk Panama tot noordwestelijk Ecuador. 

## Status
De grootte van de populatie is in 2022 geschat op 20-50 duizend volwassen vogels. Op de Rode lijst van de IUCN heeft deze soort de status niet bedreigd.  